# Tegzesborfő
Tegzesborfő (szlovákul Dolné Brhlovce)  Borfő településrésze, korábban önálló falu Szlovákiában, a Nyitrai kerület Lévai járásában. 2001-ben Borfő 359 lakosából 354 szlovák volt.

## Fekvése
Lévától 12 km-re keletre, a Bor patak jobb partján fekszik. A mai Borfő déli részét képezi, Kálnaborfőtől a patak választja el.

## Története
A falu környékén már a kőkorszakban laktak emberek. Az addigi Borfő határában a 16. század elején egy másik község (Tegzesborfő) jött létre, mely 1542-ben szerepel először oklevélben Boorfeni, majd később Tegsesborfo alakban. Nevét a birtokos Tegzes családról kapta.
Vályi András helységnévtára (1796-1799) szerint Tegzesborfő lakói katolikus szlovákok, a földesúr gróf Battyányi. Mezőgazdasági adottságai gyengék; a határ középszerű, a szőlő selejtes, a fa kevés, a legelő pedig harmadosztályú.
Fényes Elek 1851. évi helységnévtára szerint Tegzesborfő a 19. század közepére kevert szlovák-magyar lakosságú falu lett. Lakosai közül 67 volt evangélikus, 65 katolikus, 23 pedig református. Ekkor több földesura volt, utolsó postája pedig Báth.
Hont vármegye 1906. évi monográfiája  szerint Tegzesborfőn a házak száma 56, a lakosság pedig az utolsó népszámlálás (1900) szerint 291 volt. A faluhoz tartozott János-puszta. A községben ekkor nem volt nagyobb birtokos. Tegzesborfő utolsó vasúti állomása Léva volt.
1910-ben 329, többségben szlovák lakosa volt, jelentős magyar kisebbséggel. A trianoni békeszerződésig Hont vármegye Báti járásához tartozott.
1952-ben egyesítették Kálnaborfővel (szlovákul Horné Brhlovce), így létrejött Borfő (szlovákul Brhlovce).

## Nevezetességei
- Evangélikus temploma 1700-ban épült barokk stílusban,[4] a 19. században átépítették.
- A falu kápolnája 1860-ban épült késő klasszicista stílusban.[6]

## Külső hivatkozások
- Községinfó
- Borfő Szlovákia térképén